# Triskell (banda)
Triskell, originaramente llamado An Triskell, es un grupo de música celta originario de Bretaña. 

## Historia
Fundado por los hermanos gemelos Pol y Hervé Quefféléant, cuyo instrumento favorito es el arpa celta, instrumento introducido por Alan Stivell a finales de los años 1960. Contribuyó con sus giras a la popularización del arpa celta en lugares con otras tradiciones culturales europeas. El trabajo del grupo ha sido reconocido con premios internacionales, como el de la Academia Charles-Cros. El grupo ha compaginado la composición e interpretación de numerosas creaciones propias (bandas sonoras de películas, ballet, espectáculos, música para seriales de radio...), con las colaboraciones con otros artistas bretones y del resto de Europa.